# حسین قوامی
حسین قوامی (فاخته) (۱۷ اردیبهشت ۱۲۸۸ – ۱۷ اسفند ۱۳۶۸)، فرزند رضاقلی قوامی از خاندان‌های اصیل تهرانی و یکی از نخستین خوانندگان دوره جدید موسیقی اصیل ایرانی بود. وی یکی از خوانندگان اصلی برنامه گلها بود و در برنامه‌های متعددی از گلهای جاویدان، گلهای رنگارنگ، برگ سبز، شاخه گل و گلهای تازه خوانندگی کرد و آثار جاذبی از خود به یادگار نهاد. از آثار معروف او می‌توان به تو ای پری کجایی (شعر ه. الف. سایه، اثر همایون خرم) اشاره کرد.

## زندگی
حسین قوامی در ۱۷ اردیبهشت ۱۲۸۸ در تهران زاده شد. او از دوران کودکی به موسیقی علاقه‌مند بود. حسین‌خان اسماعیل‌زاده، همان کسی که ابوالحسن صبا، مرتضی محجوبی، رضا محجوبی، حسین یاحقی و حسین تهرانی را آموزش داده بود در همسایگی وی زندگی می‌کرد. هنگامی که اسماعیل‌زاده صدای حسین قوامی را در سنین ۱۰–۱۲ سالگی شنید از پدر او خواست تا به وی اجازه دهد تا آموزش آوازی او را عهده‌دار شود که با مخالفت پدر قوامی مواجه شد.
در آن زمان با دید خوبی به موسیقی نگریسته نمی‌شد و دلیل مخالفت پدر حسین قوامی نیز همین بود. اما از آنجا که حسین قوامی به خوانندگی علاقه داشت و حسین‌خان اسماعیل‌زاده نیز مشوق او بود دل‌سرد نشد. وی به آهستگی با گوش دادن به آثار خوانندگان آن زمان نظیر سیدحسین طاهرزاده و تقلید از ایشان به تجربه‌اندوزی پرداخت. با رسیدن به سنین جوانی بواسطهٔ برادرش علی قوامی با تعدادی از هنرمندان آن روزگار نظیر احمد عبادی، حسین یاحقی، علی اکبر شهنازی، رضاقلی میرزا ظلی محشور شد و سپس به شکل محرمانه نزد عبدالله حجازی از استادان زبردست و مسلط به ردیف آوازی آموزش دید.
در سال ۱۳۲۵ از سوی حسینقلی مستعان، رئیس رادیو به او پیشنهاد کار در رادیو داده شد. حسین قوامی به دلیل شرایط خانوادگی و مخالفت ایشان و نیز محدودیت‌های محل کارش (ارتش) این پیشنهاد را به این شرط قبول کرد که در رادیو به عنوان ناشناس معرفی شود. سرانجام وی با همکاری مجید وفادار، حمید وفادار و نیز علی تجویدی آغاز به کار نمود. پس از مدت شش ماه روح‌الله خالقی نام مستعار فاخته را برای وی برگزید. این نام تا زمان بازنشستگی از ارتش با او بود و پس از آن توانست با نام اصلی خویش برنامه اجرا کند. او مجموعاً ۲۹ سال از سال ۱۳۲۵ تا سال ۱۳۵۴ در رادیو مشغول به کار بوده‌است. قوامی از معدود خوانندگانی بود که صدایش به‌طور دقیق با ساز (از نظر ارتفاع صوت Pitch) مطابقت داشت و کلمات را در آواز با وضوح ادا می‌کرد.
وی هنرمندی بود متین، مؤدب، متواضع و مهربان. حسین قوامی در سنین ۸۰ سالگی نیز همچنان آواز می‌خواند.

## درگذشت

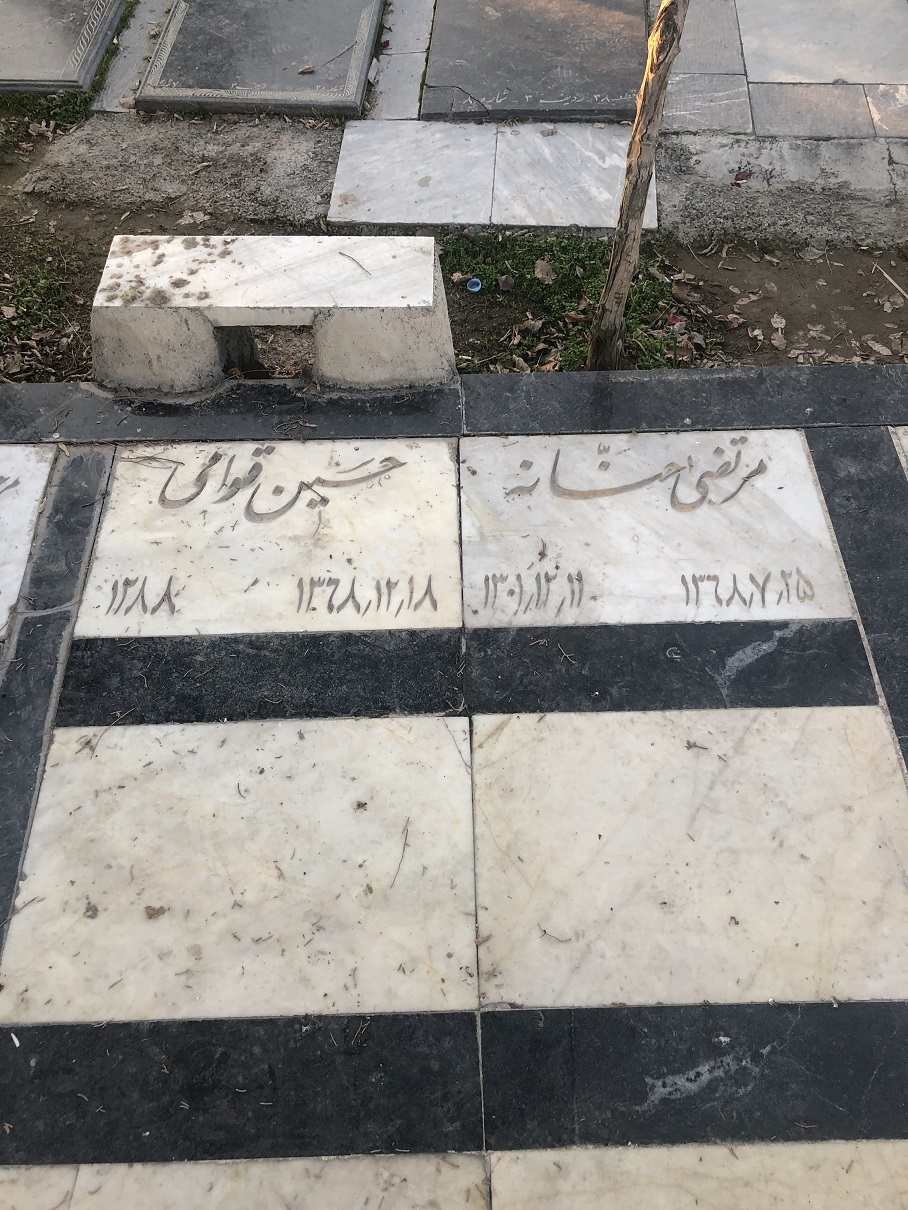
مزار قوامی

حسین قوامی پنجشنبه ۱۷ اسفند ۱۳۶۸ در بیمارستان ایرانمهر تهران ساعت ۸:۳۰ شب درگذشت و در امامزاده طاهر کرج در جوار غلام‌حسین بنان و مرتضی حنانه به خاک سپرده شد.

## آثار

### آثار معروف
از مشهورترین قطعاتی که قوامی اجرا کرده‌است باید به این چند آهنگ اشاره کرد:
- سرگشته که بیشتر به نام بیت ترجیعش (تو ای پری کجایی) شناخته می‌شود؛ اثری از همایون خرم با شعر هوشنگ ابتهاج (ه. الف. سایه)
- شب جدایی آهنگی از مجید وفادار با شعر رهی معیری
- جوانی آهنگی از حسین یاحقی با شعر نواب صفا

### برنامه گلهای تازه
- گلهای تازه ۶ به همراه همایون خرم، جهانگیر ملک، حسین نجاحی
- گلهای تازه ۲۲ به همراه همایون خرم، امیر ناصر افتتاح و مجید نجاحی
- گلهای تازه ۳۸ در ماهور به همراه جواد معروفی
- گلهای تازه ۴۵ در سه گاه به همراه همایون خرم و مجید نجاحی
- گلهای تازه ۵۲ به همراه جواد معروفی، همایون خرم و مجید نجاحی
- گلهای تازه ۸۱ در افشاری به همراه همایون خرم
- گلهای تازه ۱۱۳ در شور به همراه همایون خرم و مجید نجاحی

### برنامه برگ سبز
- برگ سبز ۱۰۰ در همایون به همراه همایون خرم و منوچهر جهانبگلو
- برگ سبز ۱۰۱ در همایون به همراه علی تجویدی و جلیل شهناز
- برگ سبز ۱۰۳ در ابوعطا به همراه احمد عبادی
- برگ سبز ۱۰۴ در بیات اصفهان به همراه جلیل شهناز
- برگ سبز ۱۱۳ در شور و دشتی به همراه مرتضی محجوبی
- برگ سبز ۱۱۹ در ماهور به همراه حبیب‌الله بدیعی و مرتضی محجوبی
- برگ سبز ۱۲۰ در افشاری به همراه پرویز یاحقی

### گلهای جاویدان
- گلهای جاویدان ۱۱۹ به همراه جلیل شهناز
- گلهای جاویدان ۱۲۴ در بیات اصفهان به همراه احمد عبادی
- گلهای جاویدان ۱۲۵ به همراه رضا ورزنده
- گلهای جاویدان ۱۲۶ در سه گاه به همراه پرویز یاحقی
- گلهای جاویدان ۱۲۹ در ماهور
- گلهای جاویدان ۱۳۰ در چهارگاه به همراه مرتضی محجوبی، جلیل شهناز، علی تجویدی
- گلهای جاویدان ۱۳۱ در همایون به همراه علی تجویدی و جلیل شهناز
- گلهای جاویدان ۱۳۲ در دشتی به همرا علی تجویدی
- گلهای جاویدان ۱۳۳ در افشاری به همراه حبیب‌الله بدیعی
- گلهای جاویدان ۱۳۶ در شور به همراه حبیب‌الله بدیعی
- گلهای جاویدان ۱۳۷ در ماهور به همراه حسن کسایی و علی تجویدی
- گلهای جاویدان ۱۳۸ در همایون به همراه علی تجویدی
- گلهای جاویدان ۱۴۰ در بیات ترک به همراه حبیب‌الله بدیعی، علی تجویدی، مرتضی محجوبی
- گلهای جاویدان ۱۴۱ در شور به همراه جلیل شهناز
- گلهای جاویدان ۱۴۲ در بیات ترک به همراه لطف‌الله مجد
- گلهای جاویدان ۱۴۷ به همراه مهدی خالدی
- گلهای جاویدان ۱۴۸ به همراه حبیب‌الله بدیعی
- گلهای جاویدان ۱۴۹ به همراه مرتضی محجوبی
- گلهای جاویدان ۱۵۰ در سه گاه به همراه رضا ورزنده
- گلهای جاویدان ۱۵۲ در شور به همراه جلیل شهناز
- گلهای جاویدان ۱۵۴ در سه گاه به همراه جلیل شهناز
- گلهای جاویدان ۱۵۵ به همراه فریدون حافظی
- گلهای جاویدان ۱۵۶ و ۱۵۷ به همراه جلیل شهناز